# Urząd Lütjenburg
Urząd Lütjenburg (niem. Amt Lütjenburg) – urząd w Niemczech w kraju związkowym Szlezwik-Holsztyn, w powiecie Plön. Siedziba urzędu znajduje się w mieście Lütjenburg.
W skład urzędu wchodzi 15 gmin:
1. Behrensdorf (Ostsee)
2. Blekendorf
3. Dannau
4. Giekau
5. Helmstorf
6. Högsdorf
7. Hohenfelde
8. Hohwacht (Ostsee)
9. Kirchnüchel
10. Klamp
11. Kletkamp
12. Lütjenburg
13. Panker
14. Schwartbuck
15. Tröndel